# Johannes Benedicti Hircinius Bock
Johannes Benedicti Hircinius Bock, född i Väderstad, död 18 november 1656 i Rumskulla församling, Kalmar län, var en svensk präst och riksdagsman.

## Biografi
Johannes Hircinius blev 1629 student vid Uppsala universitet och prästvigdes 29 juni 1625. Han blev 1627 rektor i Söderköpings trivialskola, 1633 kyrkoherde i Rumskulla församling. Han var riksdagsman för prästeståndet vid riksdagen 1635 och blev 1645 kontraktsprost i Tunaläns och Sevede kontrakt. Hircinius avled 1656 i Rumskulla socken.
På 1620-talet studerade Johannes Bock även vid Rostocks universitet. 

### Familj
Hircinius var gift med Ingeborg Gudmundsdotter (död 1675), dotter av guldsmeden Gudmund Gudmundsson i Linköping. De fick tillsammans barnen underståthållaren Georg Stiernhoff (1631–1710) i Stockholm, översättaren Gudmund Hircinius, Karin Hircinius som var gift med kyrkoherden E. Retzius i Rumskulla församling och kyrkoherden Laurentius Wallenius i Flisby församling, Kerstin Hircinius som var gift med kyrkoherden Daniel Gislonis Smalzius i Vena församling, Anna Hircinius (död 1707) som var gift med kyrkoherden Johannes Duræus i Kristdala församling, Elisabet Hircinius (död 1668) och Elin Hircinius (död 1679) som var gift med löjtnanten Lars Elofsson.